# Tuusniemi
Tuusniemi es un municipio de Finlandia ubicado en la región de Savonia del Norte.
En 2022, el municipio tenía una población de 2395 habitantes, de los que algo menos de mil vivían en la capital municipal, Tuusniemen kirkonkylä.
Comprende un conjunto de localidades rurales en el entorno occidental del lago Juojärvi. La capital municipal se ubica unos 35 km al este de la capital regional Kuopio, sobre la carretera 9 que lleva a Joensuu.

## Historia
El área del actual municipio comenzó a tener población estable a partir de la delimitación fronteriza establecida en el Tratado de Teusina de 1595. Se conoce la existencia de la capital municipal en documentos suecos desde 1692. En 1798 se construyó aquí una iglesia, destruida en un incendio en 1857; la actual parroquia fue diseñada por el conocido arquitecto de origen alemán Ernst Lohrmann y construida en 1869. El municipio fue creado en 1870. Entre 1904 y 1975 funcionó aquí la mina Paakkila, que llegó a ser la mina de amianto más grande de Europa.